# Hockey Sarzana nelle competizioni internazionali
Di seguito sono elencate le partite dell'Hockey Sarzana nelle competizioni internazionali.

## Statistiche
| Competizione                                 | PAR | G  | V  | N | P  | F   | S   |
| -------------------------------------------- | --- | -- | -- | - | -- | --- | --- |
| Coppa CERS/WSE                               | 9   | 37 | 14 | 6 | 17 | 133 | 148 |
| Coppa dei Campioni/Champions League/Eurolega | 5   | 26 | 7  | 3 | 16 | 99  | 141 |
| Coppa Continentale                           | 1   | 1  | 0  | 0 | 1  | 0   | 7   |
| Totale                                       | 15  | 64 | 21 | 9 | 34 | 232 | 289 |

Legenda:
- PAR = partecipazioni alla competizione
- G = partite giocate
- V = vittorie
- N = pareggi
- P = sconfitte
- F = Goal segnati
- S = Goal subiti

## Coppa CERS/WSE

### 2010-2011
| Turno       | Partita            | Risultato |
| ----------- | ------------------ | --------- |
| Primo turno | Tenerife - Sarzana | 5 - 1     |
| Primo turno | Sarzana - Tenerife | 3 - 7     |

### 2011-2012
| Turno       | Partita            | Risultato |
| ----------- | ------------------ | --------- |
| Primo turno | Vendrell - Sarzana | 3 - 2     |
| Primo turno | Sarzana - Vendrell | 2 - 4     |

### 2014-2015
| Turno       | Partita                   | Risultato |
| ----------- | ------------------------- | --------- |
| Primo turno | Sarzana - SCRA Saint-Omer | 3 - 4     |
| Primo turno | SCRA Saint-Omer - Sarzana | 6 - 3     |

### 2015-2016
| Turno            | Partita                   | Risultato |
| ---------------- | ------------------------- | --------- |
| Primo turno      | Sarzana - Düsseldorf Nord | 3 - 1     |
| Primo turno      | Düsseldorf Nord - Sarzana | 3 - 3     |
| Ottavi di finale | Sarzana - Uttigen         | 5 - 3     |
| Ottavi di finale | Uttigen - Sarzana         | 3 - 3     |
| Quarti di finale | Sarzana - Sporting CP     | 2 - 8     |
| Quarti di finale | Sporting CP - Sarzana     | 10 - 3    |

### 2016-2017
| Turno            | Partita             | Risultato |
| ---------------- | ------------------- | --------- |
| Primo turno      | Ginevra - Sarzana   | 5 - 6     |
| Primo turno      | Sarzana - Ginevra   | 6 - 6     |
| Ottavi di finale | Sarzana - HRC Monza | 6 - 4     |
| Ottavi di finale | HRC Monza - Sarzana | 5 - 4     |
| Quarti di finale | Turquel - Sarzana   | 2 - 2     |
| Quarti di finale | Sarzana - Turquel   | 3 - 2     |
| Semifinale       | Barcelos - Sarzana  | 3 - 1     |

### 2017-2018
| Turno       | Partita            | Risultato |
| ----------- | ------------------ | --------- |
| Primo turno | Sarzana - Igualada | 1 - 3     |
| Primo turno | Igualada - Sarzana | 6 - 2     |

### 2018-2019
| Turno            | Partita                  | Risultato |
| ---------------- | ------------------------ | --------- |
| Primo turno      | Sarzana - Noisy-le-Grand | 8 - 2     |
| Primo turno      | Noisy-le-Grand - Sarzana | 3 - 3     |
| Ottavi di finale | Sarzana - Sporting Tomar | 6 - 2     |
| Ottavi di finale | Sporting Tomar - Sarzana | 5 - 3     |
| Quarti di finale | Sarzana - Igualada       | 5 - 4     |
| Quarti di finale | Igualada - Sarzana       | 3 - 3     |
| Semifinale       | Sarzana - Valdagno 1938  | 4 - 2     |
| Finale           | Lleida - Sarzana         | 6 - 3     |

### 2020-2021
| Turno            | Partita            | Risultato |
| ---------------- | ------------------ | --------- |
| Quarti di finale | Igualada - Sarzana | 2 - 3     |
| Semifinale       | Caldes - Sarzana   | 1 - 4     |
| Finale           | Lleida - Sarzana   | 5 - 3     |

### 2023-2024
| Turno            | Partita             | Risultato |
| ---------------- | ------------------- | --------- |
| Ottavi di finale | PAS Alcoy - Sarzana | 4 - 3     |
| Ottavi di finale | Sarzana - PAS Alcoy | 8 - 4     |
| Quarti di finale | Sarzana - HRC Monza | 8 - 1     |
| Quarti di finale | HRC Monza - Sarzana | 3 - 6     |
| Semifinale       | Igualada - Sarzana  | 8 - 1     |

## Coppa dei Campioni/Champions League/Eurolega

### 2019-2020
| Turno         | Partita                      | Risultato |
| ------------- | ---------------------------- | --------- |
| Fase a gironi | Sarzana - Barcellona         | 0 - 10    |
| Fase a gironi | Sarzana - Benfica            | 2 - 7     |
| Fase a gironi | Germania Herringen - Sarzana | 3 - 3     |
| Fase a gironi | Sarzana - Germania Herringen | 9 - 5     |
| Fase a gironi | Barcellona - Sarzana         | 7 - 1     |

### 2021-2022
| Turno         | Partita             | Risultato |
| ------------- | ------------------- | --------- |
| Fase a gironi | Coutras - Sarzana   | 4 - 5     |
| Fase a gironi | Sarzana - Diessbach | 7 - 4     |
| Fase a gironi | Sarzana - Valongo   | 6 - 6     |
| Fase a gironi | Valongo - Sarzana   | 4 - 0     |
| Fase a gironi | Sarzana - Coutras   | 5 - 3     |
| Fase a gironi | Diessbach - Sarzana | 4 - 7     |
| Semifinale    | Sarzana - Trissino  | 0 - 4     |

### 2022-2023
| Turno         | Partita            | Risultato |
| ------------- | ------------------ | --------- |
| Fase a gironi | Sarzana - Noia     | 3 - 4     |
| Fase a gironi | Trissino - Sarzana | 7 - 3     |
| Fase a gironi | Porto - Sarzana    | 5 - 0     |
| Fase a gironi | Sarzana - Porto    | 3 - 7     |
| Fase a gironi | Sarzana - Trissino | 2 - 4     |
| Fase a gironi | Noia - Sarzana     | 4 - 2     |

### 2023-2024
| Turno         | Partita                 | Risultato |
| ------------- | ----------------------- | --------- |
| 1ª Fase qual. | Thunerstern - Sarzana   | 0 - 6     |
| 1ª Fase qual. | Sarzana - King's Lynn   | 13 - 2    |
| 1ª Fase qual. | Igualada - Sarzana      | 11 - 7    |
| 2ª Fase qual. | Sarzana - La Vendéenne  | 5 - 5     |
| 2ª Fase qual. | Calafell - Sarzana      | 9 - 2     |
| 2ª Fase qual. | Reus Deportiu - Sarzana | 7 - 3     |

### 2024-2025
| Turno                   | Partita                  | Risultato |
| ----------------------- | ------------------------ | --------- |
| Turno di qualificazione | Quévert - Sarzana        | 6 - 3     |
| Turno di qualificazione | Sarzana - Sporting Tomar | 2 - 9     |

## Coppa Continentale

### 2019-2020
| Turno      | Partita               | Risultato |
| ---------- | --------------------- | --------- |
| Semifinale | Sarzana - Sporting CP | 0 - 7     |